# Sacrifice (2023)
Pour les articles homonymes, voir Sacrifice (homonymie).
Sacrifice (2023) est un évènement de catch professionnel produit par la fédération américaine Impact Wrestling. Il se déroulera le 24 mars 2023 au St. Clair College à Windsor dans l'Ontario au Canada. Il s'agit du quatorzième évènement de la chronologie des Sacrifice. Il sera diffusé exclusivement sur Impact Plus.

## Contexte
Cet événement de catch professionnel présente différents matchs impliquant des catcheurs heel (méchant) et face (gentil), ils combattent sous un script écrit à l'avance.

## Tableau des matches
| Ordre par numéros | Résultat                                                                                                 | Stipulation(s)                                            | Temps |
| --- | --- | --------------------------------------------------------- | ----- |
| 1P | Eddie Edwards bat Bhupinder Gujjar                                                                       | Singles match                                             | 7:26  |
| 2P | Rosemary bat KiLynn King                                                                                 | Singles match                                             | 9:06  |
| 3 | Mike Bailey bat Jonathan Gresham                                                                         | Singles match                                             | 19:30 |
| 4 | Joe Hendry (c) bat Brian Myers                                                                           | Singles match pour le Impact Digital Media Championship   | 8:50  |
| 5 | Deonna Purrazzo bat Gisele Shaw (avec Jai Vidal et Savannah Evans)                                       | Singles match                                             | 9:41  |
| 6 | PCO bat Kenny King                                                                                       | Singles match                                             | 10:38 |
| 7 | Trey Miguel (c) bat Lince Dorado                                                                         | Singles match pour le Impact X Division Championship      | 11:49 |
| 8 | Bullet Club (Ace Austin et Chris Bey) (c) battent TMDK (Bad Dude Tito et Shane Haste)                    | Tag Team Match pour le Impact World Tag Team Championship | 12:25 |
| 9 | Bully Ray contre Tommy Dreamer                                                                           | Busted Open match                                         | 11:13 |
| 10 | Time Machine (Alex Shelley, Chris Sabin et Kushida) battent Frankie Kazarian, Rich Swann et Steve Maclin | Six-man tag team match                                    | 21:55 |
| La lettre C placée entre parenthèses désigne la personne ou l’équipe championne en titre. P – indique que le match a eu lieu lors du pré-show | |                                                           |       |